# Wolfgang Fischer (Leichtathlet)
Wilhelm Wolfgang Fischer (* 27. Februar 1928 in Chemnitz-Grüna; † 25. November 1987 in Marbach am Neckar) war ein deutscher Hürdenläufer.

## Biografie
Wolfgang Fischer floh Ende 1953 aus der DDR in die Bundesrepublik Deutschland, wo er sich den Stuttgarter Kickers anschloss. Ein Jahr später startete er als westdeutscher Athlet bei den Europameisterschaften über 400 Meter Hürden, schied jedoch im Vorlauf aus. Wenige Wochen zuvor hatte er sich in der gleichen Disziplin bei den Deutschen Meisterschaften die Silbermedaille gesichert. Auch bei den württembergischen Meisterschaften war der Athlet erfolgreich und konnte in allen drei Hürdenläufen (110 m, 200 m und 400 m) die Goldmedaille gewinnen. Ein Jahr später wurde er Deutscher Meister im 400-Meter-Hürdenlauf bei den Deutschen Meisterschaften in Frankfurt am Main. Es folgten zwei weitere Silber- und Bronzemedaillen bei Deutschen Meisterschaften und die Teilnahme an den Olympischen Sommerspielen 1960 in Rom. Er startete im 400-Meter-Hürdenlauf, schied allerdings im Vorlauf aus. Zwei Jahre später gelang es ihm noch, in dieser Disziplin die Goldmedaille bei den süddeutschen Meisterschaften zu gewinnen.
1963 heiratete er die Sprinterin und Hürdenläuferin Renate Renz, die ebenfalls für die Stuttgarter Kickers gestartet ist.